# C. H. Greenblatt
Compléments
Site internet: http://nerdarmada.blogspot.com/
Carl Harvey Greenblatt, né le 17 juin 1972, est un scénariste américain de dessin animé et producteur. Il a participé à des séries comme Bob l'éponge, Billy et Mandy, aventuriers de l'au-delà, Vil Con Carne et Chowder, ainsi qu'à Bob l'éponge, le film en 2004.

## Filmographie
| Année | Sujet                                                | Métier                      | Rôle       |  |
| ----- | ---------------------------------------------------- | --------------------------- | ---------- |  |
| 2000  | Bob l'éponge (2000-2005)                             | Série télévisée d'animation | Scénariste |  |
| 2004  | Vil Con Carne                                        | Série télévisée d'animation | Scénariste |  |
| 2004  | Billy et Mandy, aventuriers de l'au-delà (2004-2007) | Série télévisée d'animation | Histoire   |  |
| 2007  | Chowder (2007-2010)                                  | Série télévisée d'animation | Créateur   |  |